# Jorge Mas Canosa
Jorge Mas Canosa (Santiago de Cuba, 21 de septiembre de 1939 - Coral Gables, Florida, 23 de noviembre de 1997) fue un político anticastrista  y empresario cubano, famoso por ser un activo opositor del régimen de Fidel Castro. Fue fundador y presidente de la Fundación Nacional Cubano-Americana hasta su muerte. En vida fue acusado de supuestos crímenes tales como ser un agente encubierto de la CIA, proveer al tráfico de drogas y armas, y ayudar a la fuga del espía cubano de la CIA y terrorista Luis Posada Carriles de una cárcel de máxima seguridad en Venezuela (donde este último cumplía condena por ser autor intelectual del atentado que causó una explosión de un avión cubano en pleno vuelo, asesinando a 73 personas), y de financiar los atentados en La Habana de 1997, perpetrados también por Posada Carriles.

## Biografía
Jorge Mas Canosa se crio en una familia católica tradicionalista de clase media en Santiago de Cuba, en el año 1939. Fue hijo de un coronel ligado al gobierno de Fulgencio Batista. Desde una temprana edad, militó contra Fidel Castro y la Revolución Cubana. Después Mas Canosa se exilió y llegó a Miami, Florida.

### Activismo en Cuba
A la edad de quince años, Mas Canosa osó hablar en contra de la dictadura de derechas de Batista y fue encarcelado brevemente. Fue suelto bajo custodia de su padre, un veterinario y militar ligado a la dictadura de Batista, y su familia lo mandó al Presbyterian Junior College en Maxton, Carolina del Norte. Ahí, Mas Canosa aprendió inglés   y estudió la filosofía política de Thomas Jefferson y Thomas Paine, cosa que le influiría su punto de vista en los próximos años.
Mas Canosa volvió a Santiago a estudiar leyes en la Universidad de Oriente cuando el régimen de Batista fue derrocado. En cuanto se hizo claro que el nuevo gobierno de Castro no era democrático, fue obligado a exiliarse bajo pena de arresto. Llegó a Miami, se unió a la Brigada 2506, y participó en la fracasada invasión de Playa Girón en abril de 1961. Después se graduó como alférez en el ejército estadounidense en Fort Benning, Georgia, pero a la larga dejó la vida militar a favor de proyectos empresariales.

### Fundación Nacional Cubano Americana
Creó en 1981 la Fundación Nacional Cubano Americana ordenado por el presidente Ronald Reagan, circunstancia que le permitió instalarse en la cúspide del poder económico y político en Miami. Desde su cargo como presidente de esa fundación concentró sus esfuerzos en el fortalecimiento de la agresividad contra el régimen castrista en el Congreso y Ejecutivo norteamericano.

### Vínculos conLuis Posada Carriles
En 1985, Mas Canosa fue responsable de la fuga del terrorista Luis Posada Carriles de una cárcel de máxima seguridad en Venezuela, donde cumplía condena por ser autor intelectual de la explosión de un avión cubano en pleno vuelo (Crimen de Barbados) que ocasionó la muerte a 73 personas.

### Radio/TV Martí
En los primeros años de los 1980s, el presidente Ronald Reagan nombró a Mas Canosa al Consejo Asesor Presidencial para la radiodifusión, donde tenía la responsabilidad de supervisar Radio y Televisión Martí, con una programación caracterizada por una extraordinaria efusividad, la exposición de los asuntos internos de Cuba, la promoción de las actividades de militantes contra la dictadura y el estímulo a las salidas de los que huían de la dictadura cubana.

### Negocios
Como exiliado, Mas Canosa fue muy activo en su nueva comunidad. Tan pronto como llegó, trabajó en todo lo que podía para poder ganarse la vida: como trabajador portuario en el Río de Miami, lavando platos en un hotel en Miami Beach, y entregando leche alrededor de la ciudad.

#### Church & Tower
En 1969, Mas Canosa hizo un trato con el dueño de Church & Tower, una empresa en crisis y demasiado extendida que construía y le daba servicio a las redes telefónicas. Aunque no tenía ninguna experiencia en el sector privado, Mas Canosa acordó enfocar todos sus esfuerzos en salvar la compañía, a cambio de la mitad de la posesión. Administrando las operaciones de Miami, usó su creciente reputación en la comunidad de exiliados para asegurar líneas de crédito, y al final pudo optimizar los métodos de construcción de sus trabajadores y aumentar la productividad de la compañía. Gradualmente, la compañía creció de South Miami a Ft. Lauderdale hasta que se hizo una compañía con $40 millones de ingresos anuales in 1980.

#### MasTec
Después que los hijos de Mas Canosa se incorporaron al negocio, Church & Tower se convirtió a MasTec, Inc. En 1994 cuando Jorge Mas dirigió una adquisición inversa de su antiguo competidor, Burnup & Sims.
Hoy, MasTec, Inc. (NYSE: MTZ) es una red de infraestructura contratista con un rédito de $3.6 mil millones que emplea sobre 13,000 personas en Norteamérica. MasTec es un líder en seis líneas distintas de negocio: generación de energía e industria renovable, Gas natural y oleoductos, transmisión eléctrica, inalámbricos, servicios públicos inalámbricos, e instalación de DirecTV. MasTec ha sido consecuentemente una de las cinco primeras empresas cuyas dueños son hispanos en los Estados Unidos, y fue la primera a llegar a la meta de $1 billón en 1998.

#### Ayuda después del Huracán Andrew
En 1992, después del Huracán Andrew desvastó al sur de la Florida, Mas Canosa y CANF coordinaron un intenso programa de ayuda apuntado a las comunidades en el condado Miami-Dade que fueron más afectadas. Los esfuerzos de Mas Canosa duraron más de seis meses después del huracán y le llegaron a miles de familias afectadas, distribuyendo ayuda y materiales que no les hubieran sido disponibles de otra manera.

#### La Torre de la Libertad
Mas Canosa, en otro gran negocio, compró la Torre de la Libertad; un edificio histórico que fue un centro de procesar miles de refugiados cubanos y su punto de entrada a los Estados Unidos. Después de años de abandono y deterioro estructural, Mas Canosa restauró la torre a su belleza original.

### Muerte
Mas Canosa murió de cáncer de pulmón en 1997.

## Vida personal
Mas Canosa se casó con Irma Santos, su novia desde que eran adolescentes, en Miami, Florida. Juntos tuvieron tres hijos, Jorge Mas, Juan Carlos Mas, y José Mas, conocidos ahora como controvertidos empresarios y miembros activos de sus comunidades respectivas. En 2001 Jorge Mas Santos (Canosa Jr.) fue acusado de corrupción y se presentó una demanda en su contra en Estados Unidos por haber urdido, presuntamente, una trama para llevarse 1.200 millones de pesetas de Sintel; por lo que varios políticos españoles reclamaron al Gobierno de su país que se sumara a la demanda, mientras los sindicatos estimaron que las acciones emprendidas en EE.UU "son una prueba más de las irregularidades que llevaron a Sintel a sumar un déficit de 20.000 millones de pesetas".